# Orašje
Orašje (kyrilliska: Орашје) är en mindre stad i kommunen Orašje i kantonen Posavina i nordöstra Bosnien och Hercegovina. Staden är kantonshuvudort och ligger cirka 20 kilometer nordväst om Brčko. Den är belägen vid floden Sava, som utgör gränsen till Kroatien. Orašje hade 3 614 invånare vid folkräkningen år 2013.
Av invånarna i Orašje är 54,62 % bosniaker, 37,35 % kroater, 1,41 % bosnier, 1,16 % serber, 0,89 % muslimer och 0,75 % albaner (2013).